# Rovná (okres Strakonice)
Rovná je obec v okrese Strakonice v Jihočeském kraji. Leží necelých pět kilometrů severovýchodně od Strakonic. Žije v ní 247 obyvatel. Z jihovýchodní strany vesnici míjí silnice I/4.

## Historie
První písemná zmínka o obci pochází z roku 1319.

## Přírodní poměry
Obec leží na jihovýchodě Blatenské pahorkatiny (podcelek Horažďovická pahorkatina, okrsek Radomyšlská pahorkatina).

## Obyvatelstvo
| Rok            | 1869 | 1880 | 1890 | 1900 | 1910 | 1921 | 1930 | 1950 | 1961 | 1970 | 1980 | 1991 | 2001 | 2011 | 2021 |
| -------------- | ---- | ---- | ---- | ---- | ---- | ---- | ---- | ---- | ---- | ---- | ---- | ---- | ---- | ---- | ---- |
| Počet obyvatel | 404  | 446  | 376  | 361  | 333  | 328  | 364  | 305  | 300  | 240  | 258  | 268  | 251  | 224  | 227  |
| Počet domů     | 52   | 56   | 56   | 56   | 56   | 57   | 66   | 75   | 71   | 70   | 79   | 95   | 96   | 99   | 104  |

## Obecní správa
Mezi lety 1850–1976 byla Rovná obcí v okrese Strakonice. Od 1. dubna 1976 do 23. listopadu 1990 patřila jako část města k Strakonicím a od 24. listopadu 1990 je opět samostatnou obcí, ale Rohozná již zůstala součástí Oseka. V letech 1960–1976 k obci patřily Rohozná a Řepice.

### Obecní symboly
Znak a vlajka byly obci uděleny rozhodnutím předsedy Poslanecké sněmovny Parlamentu České republiky dne 6. června 2017.

## Pamětihodnosti
- Kaple na návsi
- Národní přírodní památka Rovná, louka na severozápadním břehu Rovenského rybníka západně od obce, poslední lokalita nížinné formy hořce jarního v Čechách
- Přírodní památka Sedlina, zhruba 1½ kilometru severozápadně od obce, lokalita silně ohroženého druhu, vstavače bledého

## Osobnosti
- Miloš Smatek (1895–1974), hudební skladatel a dirigent